# 海尔斯多夫
海尔斯多夫（德語：Heyersdorf）是德国图林根州的市镇，隶属于阿尔滕堡地区县。总面积为3.78平方千米，截至2023年12月31日总人口为108人。